# (612985) 2005 JA175
(612985) 2005 JA175, também escrito como 2005 JA175, é um objeto transnetuniano que está localizado no Cinturão de Kuiper, uma região do Sistema Solar. Este corpo celeste é classificado como um cubewano. Ele possui uma magnitude absoluta de 6.07 e tem um diâmetro com cerca de 290 quilômetros. O astrônomo Mike Brown lista este corpo celeste em sua página na internet como um candidato a possível planeta anão.

## Descoberta
(612985) 2005 JA175 foi descoberto no dia 10 de maio de 2005 pelo astrônomo Marc W. Buie.

## Órbita
A órbita de (612985) 2005 JA175 tem uma excentricidade de 0,104 e possui um semieixo maior de 42,537 UA. O seu periélio leva o mesmo a uma distância de 38,108 UA em relação ao Sol e seu afélio a 46,967 UA.